# Решетов, Гавриил Степанович
 Гавриил Степанович Решетов  (1746 — 1805) — действительный статский советник, товарищ министра уделов, с 1802 г. волынский губернатор.

## Биография
Образование получил в Сухопутном шляхетном кадетском корпусе, откуда 22 апреля 1764 года выпущен был подпоручиком в один из армейских полков и откомандирован для межевания земель под поселения иностранцев в ведомство Опекунской канцелярии; произведенный 1 июля 1769 года в поручики, он, за увольнением в том же году от межевания, поступил в Смоленский пехотный полк, из которого в 1770 году, при формировании в Смоленске С.-Петербургского легиона, переведен был в этот легион тем же чином, 1 января 1771 года был произведен в капитаны и принимал участие в 1772—1773 годах в походе против «против возмутителей польских», а 18 июля 1773 года был уволен от военной службы секунд-майором.
Дальнейшая служба Решетова протекла по гражданскому ведомству: в 1774 году он был назначен в Чертежную межевой экспедиции Правительствующего сената, откуда 1 мая 1776 года переведен был членом вновь учрежденной Смоленской межевой конторы, а в 1781 году — советником в Смоленскую казенную палату. 1 января 1794 года Решетов был избран предводителем дворянства Рославльского округа Смоленской губернии, где у него было имение при сельце Михайловском-Половитне, но вскоре за тем (1 мая 1794 года) он был назначен председателем Смоленской гражданской палаты. 
При посещении императором Павлом Смоленска Решетов был награждён, 9 мая 1797 года, орденом св. Анны 2-го класса и вслед за сим, указом 30 июля 1797 года, был назначен товарищем (заместителем) министра департамента уделов, недавно перед этим образованного согласно Учреждению об императорской фамилии. Будучи пожалован (3 ноября 1798 года) в действительные статские советники и по особому указу от 25 апреля 1800 года награждён пожизненным пенсионом в 1000 руб. в год за отличное усердие в отправлении этой должности. 19 января 1802 года Решетов назначен был волынским губернатором и оставался в этой должности до смерти.
По поводу кончины Решетова сохранилось письмо известного киевского протоиерея И. В. Леванды, адресованное к вдове его, из письма этого видно, что Решетов скончался 28 августа 1805 года.

## Семья
Жена — Екатерина Андреевна Якушкина, тётка декабриста Ивана Якушкина, после ссылки которого приняла заботу о его сыновьях, оставшихся в Москве. В своих письмах Якушкин часто справлялся о её здоровье и передавал привет. 
Дочь — Екатерина Гавриловна Решетова (ум. 1839), замужем за богатым помещиком, поручиком Николаем Васильевичем Левашовым (1790—1844), другом И. Д. Якушкина, М. А. Фонвизина, А. А. Дельвига и П. Я. Чаадаева. Екатерина Гавриловна была «образованной и умной женщиной», «которую вся литературная молодежь того времени любила и глубоко уважала». В своем московском доме  на Новой Басманной она держала салон, его посетителями были И. И. Дмитриев, Е. А. Баратынский, В. А. Жуковский и А. С.Пушкин. Одна из дочерей Левашовых, Эмилия (1820—1878), была женой барона А. И. Дельвига.